# Loeflingia baetica
Loeflingia baetica là loài thực vật có hoa thuộc họ Cẩm chướng. Loài này được Lag. mô tả khoa học đầu tiên năm 1824.